# Skyrush
Skyrush in Hersheypark (Hershey, Pennsylvania, USA) ist eine Stahlachterbahn vom Modell Wing Coaster des Herstellers Intamin, die am 26. Mai 2012 als erster Wing Coaster des Herstellers eröffnet wurde. Auch wenn der Name des Modells darauf hindeutet, ist die Achterbahn nicht vom gleichnamigen Typ Wing Coaster. Hierbei müssten sich die Sitze neben den Schienen befinden, was bei Skyrush nicht der Fall ist.
Die 1097,3 m lange Strecke verfügt über einen 61 m hohen Kabellifthill und besitzt ein maximales Gefälle von 85°. Die Züge erreichen eine Höchstgeschwindigkeit von 120,7 km/h.

## Züge
Skyrush besitzt zwei Züge mit jeweils acht Wagen. In jedem Wagen können vier Personen (eine Reihe) Platz nehmen.